# Udea scorialis
Udea scorialis is een vlinder uit de familie van de grasmotten (Crambidae), uit de onderfamilie van de Spilomelinae. De wetenschappelijke naam van deze soort is voor het eerst voorgesteld als Scopula scorialis door Philipp Christoph Zeller in een publicatie uit 1847.
De soort komt voor op Sicilië.